# Vavřinec Benedikt Mecer
Vavřinec Benedikt Mecer (1603 – 1683) byl primátorem jihočeského města Třeboně v 17. století a spisovatelem.
V mládí se naučil německy i latinsky. Poté pracoval jako písař v místním pivovaru a nakonec místním archivu. Primátorem Třeboně se stal roku 1622 a funkci zastával celých šedesát let, až do roku 1682. V roce 1661 sepsal své paměti, ve kterých zdokumentoval život ve městě a jeho okolí v polovině 17. století. Zaznamenal celou řadu příběhů místních, které později převzali různí další spisovatelé v řadě povídek. Mimo jiné poprvé doložil slova apríl v žertovném významu již ve své době.